# Gustavo Prado
Gustavo Prado Alves (Rio de Janeiro, 6 giugno 2005) è un calciatore brasiliano, centrocampista dell'Internacional.

## Carriera

### Club
Prado è cresciuto nel settore giovanile dell'Internacional, con ha debuttato il 3 febbraio 2024 nell'incontro del Campionato Gaúcho vinto 2-0 contro il Caxias. Il 13 aprile seguente ha esordito anche in Série A contro il Bahia.

### Nazionale
Nel 2025 ha segnato una rete in 7 presenze nel campionato sudamericano Under-20, vincendolo.

## Statistiche

### Presenze e reti nei club
Statistiche aggiornate al 5 giugno 2024.
| Stagione        | Squadra         | Campionato      | Campionato | Campionato | Coppe nazionali | Coppe nazionali | Coppe nazionali | Coppe continentali | Coppe continentali | Coppe continentali | Altre coppe | Altre coppe | Altre coppe | Totale | Totale | Totale |
| Stagione        | Squadra         | Comp            | Pres       | Reti       | Comp            | Pres            | Reti            | Comp               | Pres               | Reti               | Comp        | Pres        | Reti        | Pres   | Reti   |        |
| --------------- | --------------- | --------------- | ---------- | ---------- | --------------- | --------------- | --------------- | ------------------ | ------------------ | ------------------ | ----------- | ----------- | ----------- | ------ | ------ | ------ |
| 2024            | Internacional   | PD/RS+A         | 4+11       | 0          | CB              | 1               | 0               | CS                 | 5                  | 0                  |             | -           | -           | 14     | 0      |        |
| Totale carriera | Totale carriera | Totale carriera | 15         | 0          |                 | 1               | 0               |                    | 5                  | 0                  |             | -           | -           | 21     | 0      |        |

## Palmarès

### Club

#### Competizioni statali
- Campionato Gaúcho: 1

Internacional: 2025

### Nazionale
- Campionato sudamericano Under-20: 1

Venezuela 2025